# DKW-Vemag Candango
O Candango é um automóvel brasileiro produzido pela Vemag, sob licença da fábrica alemã DKW, entre 1958 e 1963. Foram produzidas 5607 unidades, mas algumas fontes falam em 7868 unidades  ou em 4400 unidades.
O nome foi dado em homenagem aos operários que participaram da construção de Brasília, inaugurada em 1960, chamados de candangos.
Era derivado do off road alemão Munga, que fora produzido entre outubro de 1956 e dezembro de 1968. O nome Munga foi criado a partir da expressão em alemão: "Mehrzweck UNiversal Geländewagen mit Allradantrieb", que significa "automóvel de uso universal para qualquer terreno com tração nas quatro rodas".
O Munga foi vendido para a polícia alemã e para as forças armadas de vários países integrantes da OTAN, a Organização do Tratado do Atlântico Norte, além de ter feito sucesso em aplicações ligadas à agricultura e a todo tipo de atividade que exigisse movimentação em estradas de baixa qualidade. O mesmo sucesso foi esperado no Brasil, mas a produção do Candango foi prematuramente encerrada devido principalmente à falta de interesse por parte dos militares. Ao total, foram produzidos cerca de 46.750 exemplares do Munga.

## Histórico

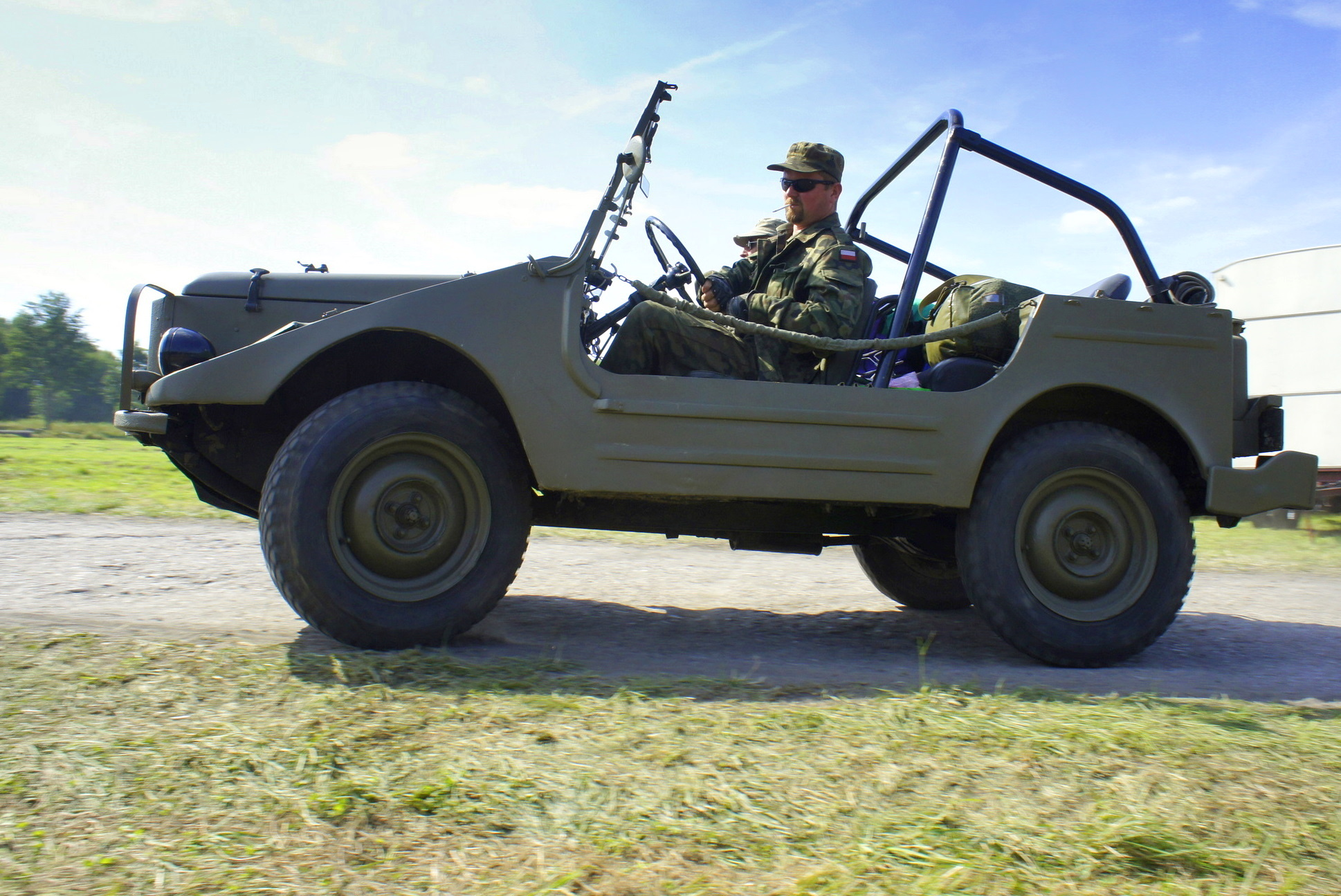
DKW Munga

Em outubro de 1956 é iniciada a produção do DKW Munga na fábrica da Auto Union em Ingolstadt, na Alemanha.
Em 1957 o Munga é oficialmente lançado no 38th International Motor Show, em Frankfurt.
Em 1958 são apresentados o sedã (o "Grande DKW Vemag"), a camioneta (a "perua DKW"), derivados do F-94 alemão, e o jipe Candango, derivado do jipe alemão Munga, com grande índice de nacionalização. Esses modelos eram equipados com o motor de 900 cm³. A partir de 1959 passam a ser equipados com o motor de 1000 cm³.
Em 1961 o "Grande DKW-Vemag" e a "Perua DKW-Vemag" passam a ser denominados como Belcar e Vemaguet.
Em 1963 a produção do Candango é encerrada, principalmente porque os militares não demonstraram interesse em sua aquisição.
Em setembro de 1967, a Volkswagen do Brasil adquire a Vemag prometendo não encerrar a produção de seus veículos. Em dezembro, entretanto, seguindo uma tendência mundial de retirada do motor dois tempos do mercado, a linha de produção é encerrada.
Em dezembro de 1968 é encerrada a produção do Munga, após o fornecimento de cerca de 46.750 unidades.

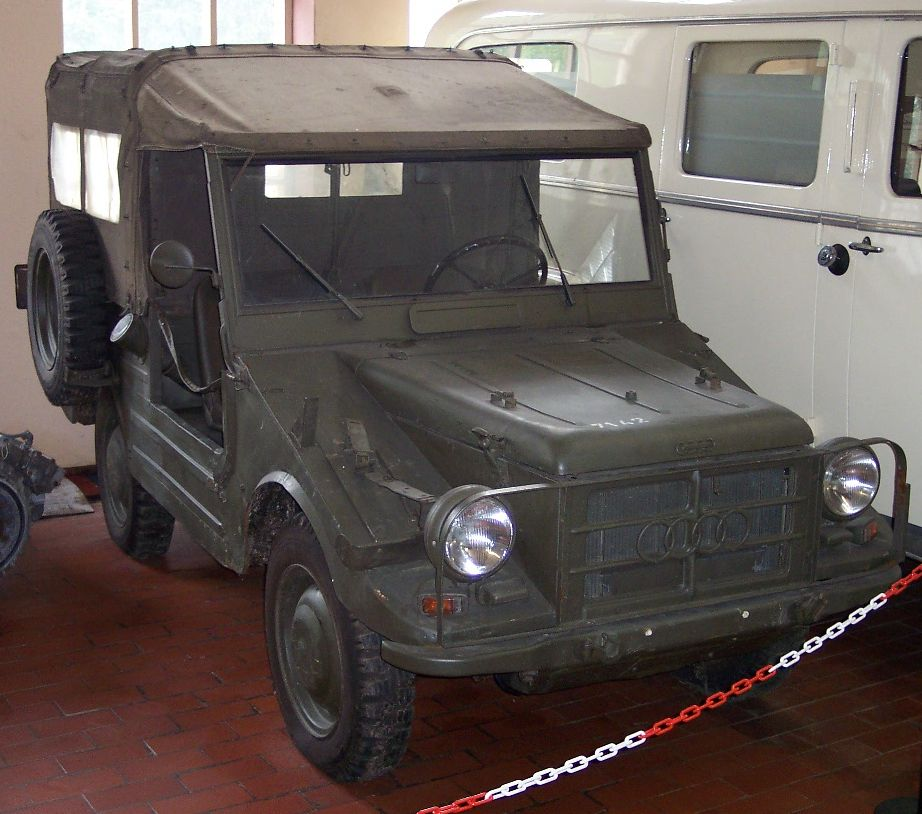
O Munga foi lançado em outubro de 1956 e produzido até dezembro de 1968, com grande aceitação pelos militares. No Brasil, foi denominado como Candango.

## Os dois principais modelos do Candango
O Candango, uma cópia sob licença do Munga 4 alemão, foi comercializado no Brasil com poucas variações basicamente em dois modelos: o Candango 4 e o Candango 2. A diferença está na quantidade de rodas tracionadas pelo motor. O Candango 4 tinha tração nas quatro rodas, enquanto o Candango 2 tinha tração apenas nas duas rodas dianteiras.
Como o Candango 4 tinha tração permanente e apresentava um desempenho inferior ao dos seus concorrentes no asfalto, a Vemag teve que acompanhar as necessidades de seus compradores e oferecer também um modelo com tração em apenas duas rodas. Muitos proprietários que utilizavam o Candango predominantemente no asfalto, retiravam o eixo cardã para deixar o utilitário "mais solto".
No Candango 4 o freio de estacionamento está localizado ao lado direito do motorista, entre os dois bancos dianteiros, e aciona um pequeno tambor na entrada do diferencial traseiro, imobilizando portanto o eixo cardã. No Candango 2 o freio de estacionamento foi deslocado para o lado esquerdo do motorista e aciona, por meio de cabos, os freios traseiros. O "Candango 2", possuía um desempenho bastante satisfatório no asfalto, comportando-se como um carro de passeio.
Houve ainda uma terceira versão do Candango, o Praiano, muito menos numerosa em termos de produção, que na verdade era uma simplificação do Candango 2. Era um modelo para uso na cidade e no litoral em atividades de lazer, fornecida apenas na cor azul claro, com rodas com aro 15, sem portas enm capota.
A Vemag não produzia a capota de aço e entregava o Candango com uma capota de lona. As capotas de aço eram produzidas em diferentes modelos por empresas independentes.
O para-brisa do carro era rebatível e o sistema de ignição era feito por meio de chave e interruptor no painel como os outros carros da marca.